# دراون
دراون هي قرية هولندية بمقاطعة درينته. وهي جزء من بلدية بورخر- أودورن، وتقع حوالي 17 كم شرق بلدية أسن.